# Comarca de Santo Domingo de la Calzada
Santo Domingo de la Calzada é uma comarca em La Rioja, (Espanha). Na região da Rioxa Alta, dentro da zona do Vale.
Nº de municípios: 16
População (2009): 9.621 habitantes
Densidade demográfica: 38,08 hab/km²
Latitude: 42º 26' 50" norte
Longitude: 2º 57' 18" oeste
Altitude: 667,31 Msnm

## Municípios da comarca
Baños de Rioja, Bañares, Castañares de Rioja, Cirueña, Corporales, Grañón, Herramélluri, Hervías, Leiva, Manzanares de Rioja, Santo Domingo de la Calzada, Santurde de Rioja, Santurdejo, Tormantos, Villalobar de Rioja, Villarta-Quintana.
1. ↑  Google.com.br http://www.google.com.br/url?sa=t&source=web&cd=16&ved=0CEAQFjAFOAo&url=http%3A%2F%2Fwww.lariojaturismo.com%2Fpoblaciones_fichas%2Fampliar_ficha.php%3FId_contenido%3D234&ei=HfZXTsqvLZPD0AHU8e3KDA&usg=AFQjCNERDYzGEdaUhOn6aR2oig0RCmMf7g Em falta ou vazio |título= (ajuda)